# Henry Carey (2e comte de Monmouth)
Henry Carey, 2e comte de Monmouth, né le 15 janvier 1596 et mort le 13 juin 1661, est un aristocrate anglais et traducteur.

## Biographie
Né à Denham, Buckinghamshire, il est le fils de Robert Carey (1er comte de Monmouth) et d'Elizabeth Trevannion. Il semble avoir passé son enfance dans les différents lieux de résidence que son père occupait de temps en temps sur les frontières, mais après la mort de la reine Élisabeth, il vit dans l'atmosphère de la cour. Il entre au Collège d'Exeter, pendant le trimestre de Carême 1611, et obtient son baccalauréat en février 1613.
Il passe les trois années suivantes à voyager sur le continent et à acquérir cette connaissance des langues étrangères pour lesquelles il s'est distingué par la suite.

## Œuvres traduites
Carey traduit Romulus et Tarquin de  Virgilio Malvezzi à partir de l'original en italien en 1637, et Histoire des guerres civiles d'Angleterre de Gian Francesco Biondi en 1641, également de l'italien. Suivi en 1654 par L'histoire complète des guerres de Flandre du Cardinal Guido Bentivoglio. En 1658, Monmouth traduit Istoria Veneziana (Histoire vénitienne) de Paolo Paruta de l'italien à l'anglais, le texte est ensuite publié à Londres la même année. Sa dernière traduction Histoire de France de Gualdo Priorato, inachevée à la mort de Monmouth, est achevé en 1676 par William Brent.

## Enfants

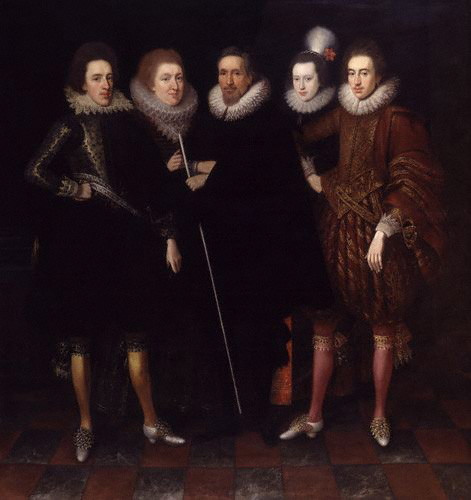
Le 2e comte de Monmouth (à gauche), posant avec les membres de sa famille, c. 1617.

Henry épouse Martha Cranfield, la fille de Lionel Cranfield (1er comte de Middlesex) et d'Elizabeth Shepard. Henry et Martha ont dix enfants :
1. Lionel Carey (né vers 1622). Tué à la Bataille de Marston Moor, le 2 juillet 1644, tout en luttant pour les Royalistes.
2. Henry Carey (1623 – 5 novembre 1649) il épouse Marie Scrope
3. Anne Carey (c. 1626 – 15 janvier 1688/89) mariée (1) James Hamilton (2) Robert Maxwell
4. Philadelphia Carey (née c. 1628 – morte avant juin 1661)
5. Elizabeth Carey (née c. 1630 – 14 décembre 1676)
6. Mary Carey (née c. 1632 – morte après 1682) épouse William Feilding, 3e Comte de Denbigh
7. Trevaniana Carey (née c. 1634 – morte avant juin 1661)
8. Marthe Carey (née c. 1635 – 23 janvier 1705) épouse John Middleton (1er comte de Middleton)
9. Theophila Carey (née c. 1637 – morte avant juin 1661)
10. Magdalena Carey (née c. 1639 – morte avant juin 1661)

## Sources
- thepeerage.com. Consulté Le 21 mars 2008
- Doyle, James William Edmund. L'Officiel Baronage de l'Angleterre, Montrant la Succession, de Dignités, et les Offices de Tous les Pairs à partir de 1066 à 1885, avec Seize Cents Illustrations.  (p.  507) Londres: Longmans, Green, 1886.googlebooks. Consulté Le 21 mars 2008
- familysearch.org. Consulté Le 21 mars 2008
- E. Lord, « Carey, Henry, second earl of Monmouth (1596–1661) », Oxford Dictionary of National Biography, sur Oxford Dictionary of National Biography, Oxford University Press, septembre 2004 (DOI 10.1093/ref:odnb/4650, consulté le 12 juillet 2009) (abonnement ou le royaume-UNI de la bibliothèque publique d'adhésion requis)